# غاتاتيكو
غاتاتيكو (بالإيطالية: Gattatico)‏ هي بلدية في مقاطعة ريدجو إميليا في إقليم إميليا رومانيا الإيطالي.

## السكان
في سنة 1861 بلغ عدد السكان 4٬333 نسمة، وتطور العدد ليصل في سنة 2011 لـ 5٬899 نسمة.
يظهر هذا المخطط البياني تطور النمو السكاني لـ غاتاتيكو